# Pomeni imen asteroidov: 28001–29000
Pregled pomenov imen asteroidov (malih planetov) od številke 28001 do 29000, ki jim je Središče za male planete dodelilo številko in so pozneje dobili tudi uradno ime  v skladu z dogovorjenim načinom imenovanja. Pregled je preverjen z Schmadelovim “Slovarjem imen malih planetov” (“Dictionary of Minor Planet Names”). 
Pregled pojasnjuje izvor oziroma pomen imen asteroidov, ki ga je priznala Mednarodna astronomska zveza (IAU). Nekateri asteroidi imajo imajo dodatno pojasnilo o izvoru imena, ki pa vedno ni popolnoma zanesljivo (oznaka “†” ali “‡“). Pojasnilo o izvoru imena, ki je označeno z * je potrebno preveriti ali poiskati še v “Slovarju imen malih planetov”.
| Ime                  | Začasna oznaka | Izvor imena |
| 28001–28100          | 28001–28100    | 28001–28100 |
| -------------------- | -------------- | --- |
| 28004 Terakawa       | 1997 XA        | * |
| 28019 Warchal        | 1998 AW8       | Bohdan Warchal (1930 – 2000), slovaški violinist, dirigent in vzgojitelj, član Slovaškega filharmoničnega orkestar in dirigent ter solist pri Slovaškem komornem orkestru † Arhivirano 2010-09-01 na Wayback Machine. |
| 28059 Kiliaan        | 1998 OZ7       | Cornelis Kiliaan, flamski jezikoslovec † |
| 28101–28200          |                | |
| 28196 Szeged         | 1998 XY12      | mesto Szeged, Madžarska † Arhivirano 2005-03-06 na Wayback Machine. |
| 28201–28300          |                | |
| 28220 York           | 1998 YN12      | mesto York, UK † |
| 28242 Mingantu       | 1999 AT22      | * |
| 28301–28400          |                | |
| 28340 Yukihiro       | 1999 EG5       | Yukihiro Adachi, japonski član Astronomskega kluba Matsue in sodelavec pri opazovanju † |
| 28346 Kent           | 1999 FV19      | mesto Kent, UK * |
| 28394 Mittag-Leffler | 1999 RY36      | Gösta Mittag-Leffler (1846 – 1927), švedski matematik* |
| 28396 Eymann         | 1999 RY44      | * |
| 28401–28500          |                | |
| 28492 Marik          | 2000 CM59      | Miklós Marik, madžarski astronom † Arhivirano 2004-10-28 na Wayback Machine. |
| 28501–28600          |                | |
| 28513 Guo            | 2000 CM126     | * |
| 28516 Möbius         | 2000 DQ3       | August Ferdinand Möbius (1790 – 1868), nemški matematik in astronom* |
| 28601–28700          |                | |
| 28614 Vejvoda        | 2000 FO8       | Jaromír Vejvoda (1902 – 1988), češki glasbenik, vodja skupine in skladatelj † |
| 28701–28800          |                | |
| 28729 Moivre         | 2000 GF123     | Abraham de Moivre (1667 – 1754), francoski matematik* |
| 28766 Monge          | 2000 HP14      | Gaspard Monge (1746 – 1818), francoski matematik* |
| 28801–28900          |                | |
| 28878 Segner         | 2000 KL41      | Ján Andrej Segner (Johan Andreas von Segner) (1704 – 1777), nemški matematik, fizik in zdravnik † Arhivirano 2010-09-01 na Wayback Machine.                                                                           |
| 28901–29000          |                | |
| 28978 Ixion          | 2001 KX76      | oseba iz grške mitologije, kraj Tesalije * |

| Predhodnik: 27001–28000 | Pomeni imen asteroidov Seznam asteroidov (28001-28250) Seznam asteroidov (28251-28500) Seznam asteroidov (28501-28750) Seznam asteroidov (28751-29000) | Naslednik: 29001–30000 |